# Eisbären Bremerhaven
L'Eisbären Bremerhaven è una società cestistica avente sede a Bremerhaven, in Germania. Fondata nel 2001, gioca nel campionato tedesco.
Disputa le partite interne nella Stadthalle Bremerhaven, che ha una capacità di 4.100 spettatori.

## Roster 2022-2023
Aggiornato al 2 maggio 2023.
|    | Naz.                                         | Ruolo | Sportivo          | Anno | Alt. | Peso | Note |
| -- | -------------------------------------------- | ----- | ----------------- | ---- | ---- | ---- | ---- |
| 3  | Stati Uniti (bandiera)                       | G     | Matt Frierson     | 1997 | 189  | 80   |      |
| 4  | Germania (bandiera)                          | P     | Lennard Larysz    | 1997 | 194  | 88   |      |
| 5  | Germania (bandiera)                          | AP    | Jarelle Reischel  | 1992 | 200  | 97   |      |
| 7  | Germania (bandiera)                          | G     | Adrian Breitlauch | 1993 | 193  | 91   |      |
| 8  | Slovacchia (bandiera)                        | P     | Šimon Krajčovič   | 1994 | 185  | 83   |      |
| 9  | Nuova Zelanda (bandiera)                     | AG    | Matt Freeman      | 1997 | 207  | 102  |      |
| 13 | Stati Uniti (bandiera) · Germania (bandiera) | G     | Daniel Norl       | 1995 | 191  | 92   |      |
| 17 | Germania (bandiera)                          | G     | Carlo Meyer       | 2003 | 193  | 87   |      |
| 23 | Stati Uniti (bandiera)                       | C     | Khalid Thomas     | 1999 | 207  | 95   |      |
| 24 | Germania (bandiera)                          | P     | Mitja Kruhl       | 2003 | 184  | 80   |      |
| 26 | Germania (bandiera)                          | G     | Johannes Heiken   | 2000 | 188  | 82   |      |
| 27 | Germania (bandiera)                          | PG    | Luca Merkel       | 2004 | 194  | 90   |      |
| 30 | Stati Uniti (bandiera)                       | AG    | Justin Stovall    | 2000 | 201  | 94   |      |
| 31 | Germania (bandiera)                          | C     | Robert Oehle      | 1988 | 209  | 118  |      |
| 44 | Spagna (bandiera)                            | C     | Bernat Vanaclocha | 1998 | 212  | 100  |      |

### Staff tecnico
| Allenatore: | Steven Key    |
| Assistente: | Oliver Elling |

## Cestisti
- Jens Hakanowitz 2002-2003